# Nelson Saúte
Nelson Saúte (Lourenço Marques, 26 de febrer de 1967) és un escriptor i professor de ciències de la comunicació moçambiquès.

## Biografia
Al començament de la seva vida professional, a Moçambic, va treballar a la revista Tempo, al diari Notícias, a Rádio Moçambique i a Televisão de Moçambique.
Després va marxar a Portugal, o es va llicencià en Ciències de la Comunicació, a la Facultat de Ciències Socials i Humanes de la Universitat Nova de Lisboa, fou redactor del Jornal de Letras i de Público.

## Obres

### Personals
- O apóstolo da desgraça. Lisboa, Publicações Dom Quixote, 1996
- Os Narradores da Sobrevivência. Lisboa, Publicações Dom Quixote, 2000
- Rio dos bons sinais. Lisboa, Publicações Dom Quixote, 2008.

### Antologies
- Antologia da Nova Poesia Moçambicana: 1975-1988. Amb Fátima Mendonça. Maputo, Associação dos Escritores Moçambicanos, 1989
- A Ilha e Moçambique pela voz dos poetas. Amb António Sopa. Lisboa, Edições 70, 1992.
- As Mãos dos Pretos. Lisboa, Publicações Dom Quixote, 2001 Antologia de contes moçambiquesos, que pren el títol de dos texts de Luís Bernardo Honwana seleccionat per l'obra.[3]